# Fujifilm FinePix HS20EXR
Fujifilm HS20 EXR — псевдозеркальный цифровой фотоаппарат компании Fujifilm, анонсированный 5 января 2011 года. Предназначен для использования как начинающими, так и опытными фотографами.

## Описание
Фотоаппарат имеет 1/2" матрицу EXR CMOS с разрешением 16 млн пикселей и чувствительностью в диапазоне ISO 100—3200 (до 12800 с интерполяцией), процессор, построенный на основе технологии Real Photo Technology II, и не съёмный 30-кратный зум-объектив Supers EBS Fujinon Lens. Фотокамера обладает функцией Face Detection, позволяющей распознавать лица людей (а также автоматически фотографировать кошек, собак и младенцев) в кадре для автоматической фокусировки на них, а также предоставляет возможность снимать видео Full HD в формате H.264 (MOV) с одновременной записью стереозвука, а также скоростное видео в формате 640×480 (80 кадров в секунду), 320 на 240 (160 кадров в секунду) и 320 на 120 (320 кадров в секунду)

## Комплект поставки
- щелочные батареи размера AA (4 шт.);
- ремень (1 шт.);
- крышка объектива (1 шт.);
- держатель крышки объектива (1 шт.);
- A/V-кабель (1 шт.);
- CD-диск с фирменным программным обеспечением (1 шт.);
- бленда;
- USB-кабель (1 шт.);
- инструкция по эксплуатации (1 шт.).

## Достоинства
- 16-мегапиксельная матрица EXR CMOS
- 30-кратный оптический зум, обеспечивающий диапазон фокусных расстояний 24-720 мм (эквивалент 35-мм камеры)
- 3,0-дюймовый ЖК-дисплей с разрешением 460 000 пикселей и новый интерфейс пользователя с векторными шрифтами и графикой
- Большой диапазон «зума», и широкие возможности ручных настроек, даёт обширные возможности начинающим любителям астрономии (рекомендуется штатив).
- Технология предотвращения размытости
- Широкий динамический диапазон 1600 %
- Высокоскоростная съёмка 7,6 кадра/с при полном разрешении
- Высокоскоростная видеосъёмка до 320 кадров/с (320×112 пикселей)
- Увеличенный срок службы батареи (до 350 кадров)
- Электронная регулировка уровня
- Поддержка формата RAW
- Съёмка видео Full HD в формате H.264 (MOV)
- Новый режим EXR Auto с 27 типами сцен
- Уменьшение цветных ореолов и улучшение резкости по краям
- Режимы имитации плёнки
- Режим быстрого запуска
- Режим 360° Motion Panorama
- Управление вспышкой TTL с поддержкой дополнительных внешних вспышек
- Функция Photobook Assist